# Musei (Italia)
Musei (Musei in sardo) è un comune italiano di 1 500 abitanti della provincia del Sulcis Iglesiente.

## Geografia fisica

### Territorio
Il centro è disposto nella piana del Cixerri e si colloca lungo la vecchia viabilità tra Iglesias, i centri del basso Campidano e Cagliari, nelle vicinanze del Riu s'Acqua Sassa.

## Storia
L'area fu abitata già in epoca nuragica, punica e romana, per la presenza nel territorio di alcune rovine e di siti archeologici.
Nel medioevo appartenne al Giudicato di Cagliari e fece parte della curatoria del Sigerro (Cixerri). Alla caduta del giudicato (1258) passò sotto il dominio dei conti della Gherardesca e poi del comune di Pisa, e successivamente, dal 1324, sotto quello aragonese.
Nel 1336 il re d'Aragona Alfonso IV il Buono lo diede in feudo ad Arnaldo Massa. Nel 1350 passò ai Carroz e da questi ai Cardona, che lo ebbero a titolo di pagamento di un credito. Una discendente dei Cardona, Beatrice, lo vendette all'iglesiente Antonio Serra, ma un figlio di Beatrice lo ricomprò. Passò poi ad Adriana Carbonell e più tardi ad Elena Rossellón: da questa a Monserrato Rossellón, quindi alla Compagnia di Gesù, sotto la cui guida nacque nel XVII secolo l'odierno abitato, e che vi fece costruire la chiesa tardobarocca ed il convento di Sant'Ignazio di Loyola, intorno ai quali si raggrupparono le abitazioni. In quei tempi Musei si chiamava Villa di Prato. I gesuiti restarono nel paese fino al 1773. Ritornato alla Corona, nel 1785 venne dato in feudo ai Bon Crespi di Valdaura, marchesi di Villacidro e Palmas.
Il paese venne riscattato agli ultimi feudatari nel 1839, con l'abolizione del feudalesimo.

### Simboli
(D.P.R. del 5 dicembre 1978)
Il gonfalone è un drappo partito di verde e di giallo.

## Monumenti e luoghi d'interesse

### Siti archeologici
Musei preserva nuraghi e reperti punici e romani, a testimonianza della fertilità dei terreni irrigati dalle acque del Cixerri e dei suoi affluenti.

## Società

### Evoluzione demografica
Abitanti censiti

### Lingue e dialetti
La variante del sardo parlata a Musei è il campidanese comune.